# Донецький науково-дослідний інститут травматології та ортопедії імені М. Горького
48°01′19″ пн. ш. 37°47′55″ сх. д. / 48.022083333333° пн. ш. 37.798611111111° сх. д.

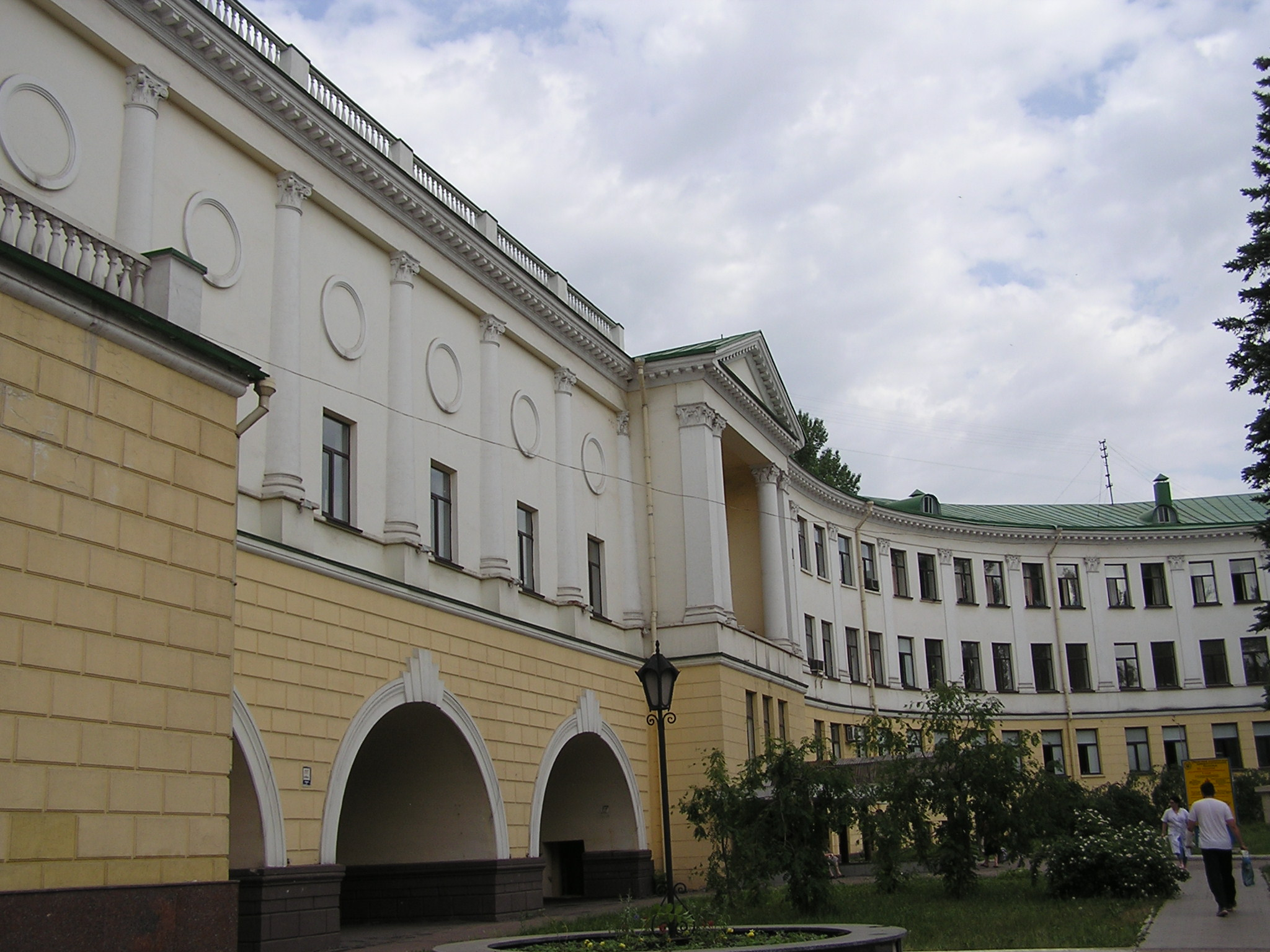
Донецька обласна травматологія

Донецький науково-дослідний інститут травматології та ортопедії імені М. Горького (у просторіччі Донецька обласна травматологія) — науково-дослідний інститут в Донецьку, створений як організаційно-методичний центр ортопедо-травматологічної служби із завданням наблизити висококваліфіковану ортопедо-травматологічну допомогу населенню.
Будівля інституту розташована в Київському районі міста, по вулиці Артема. На його подвір'ї 2001 року встановлено Пам'ятник зціленому хворому.

## Історія
Донецький науково-дослідний інститут травматології та ортопедії було організовано в Донецьку в 1956 р. за рішенням Ради Міністрів СРСР № 6430 від 1.11.1955 р. та Ради Міністрів УРСР від 23 вересня 1955 № 1070-Р. Наказом Міністерства охорони здоров'я УРСР від 27 Січень 1956 року № 48, Харківський науково-дослідний інститут травматології, ортопедії та протезування було реорганізовано з переведенням в м. Сталіно (зараз м. Донецьк) на базу Сталінської обласної травматологічної лікарні. Положення про інститут затверджено Міністром охорони здоров'я УРСР 9 травня 1956 року.
Інститут став іменуватися «Сталінський науково-дослідний інститут травматології, ортопедії та протезування». У листопаді 1961 р., у зв'язку з перейменуванням міста Сталіно в місто Донецьк, інститут був перейменований в Донецький науково-дослідний інститут травматології, ортопедії та протезування.
У виконання Постанови Ради Міністрів УРСР від 19 грудня 1964 р. № 1244 «Про впорядкування мережі наукових установ Міністерства охорони здоров'я УРСР», наказом Міністерства охорони здоров'я УРСР від 18 січня 1965 р. № 40 назву інституту було змінено на «Донецький науково-дослідний інститут травматології та ортопедії».
Першим директором інституту був Н. В. Новіков (згодом доктор медичних наук, професор, завідувач кафедрою травматології і ортопедії Київського інституту удосконалення лікарів). Через рік директором інституту призначається вихованець Харківського інституту травматології і ортопедії ім. М. І. Ситенка к.м.н. Ревенко Т. А. Завдяки його організаторським здібностям, професійним знанням в короткий термін в Донбасі створюється найбільша в СРСР травматологічна служба.
Наказом Міністерства охорони здоров'я України № 252 від 09.08.1996 р. інститут став структурною одиницею Донецького медичного університету з подальшим створенням науково-практичного об'єднання з Донецькою обласною травматологічною лікарнею.
З 01.01.2000 р. у структуру інституту введено 80 ліжок з відповідним штатним розкладом (наказ № 277 від 25.11.1999 р.). При цьому директор інституту поєднує свої обов'язки з обов'язками головного лікаря Обласної травматологічної лікарні.

## Структура інституту
Будівля, в якій розташовані інститут і лікарня, побудована за типовим проектом. Вона має 5 поверхів, 1300 кімнат. Немає кімнати, в якій протягом дня не бувало б сонце. Площа будівлі становить 25 тис. м², загальна площа території установи - 6,2 га. У дворі багато зелені. Висаджено понад 1700 плодових і декоративних дерев, більше тисячі кущів троянд. У структурі інституту клінічний, експериментально-лабораторний і організаційно-методичний відділи.
Клінічний відділ включав клініки ортопедії і травматології для дорослих і дітей, відновної хірургії і протезування, нейротравми, очної травми, наслідків кістково-суглобового туберкульозу, рентгенологічний відділ, консультативно-поліклінічний відділ, ургентну службу.
У різні роки структура інституту розвивалася й удосконалювалася, були утворені нові відділи: мікрохірургії кисті, анестезіології тощо.
Експериментальний відділ включав лабораторії фізіології і біомеханіки опорно-рухового апарату, патофізіології, бактеріологічну, біохімічну, клінічну, патогістологічну лабораторію і лабораторію консервації тканин. Крім того, існувала ціла низка допоміжних підрозділів — наукова бібліотека, віварій, кіномікрофотолабораторія, експериментальні майстерні з конструкторським бюро, науковий архів, музей.

## Новітня історія
На початку квітня 2015 року інститут травматології та ортопедії відновив роботу у Красному Лимані (перейменований на місто Лиман) — був переведений з окупованих терористично-російськими формуваннями територій. Внаслідок цього сформувався колектив працівників у кількості 200 осіб, який розпочав спільну роботу в інституті. Завдяки посиленій спільній допомозі керівництва області та міської адміністрації діяльність клініки травматології стає більш благотворною. І спільними зусиллями науково-дослідний інститут зміг розпочати свою діяльність, для забезпечення покращення медичного обслуговування та життєдіяльності мешканців міста та області. 